# John Turek
John Turek (* 19. Februar 1983 in Council Bluffs, Iowa) ist ein ehemaliger US-amerikanischer Basketballspieler. Nach dem Studium in seinem Heimatland spielte Turek ab 2005 als Profi in Europa. Neben einer Station in Belgien wechselte er dabei zwischen Vereinen aus den Niederlanden, Polen und Deutschland hin und her. In der deutschen Bundesliga bestritt er 63 Spiele.

## Karriere
Nach dem High-School-Abschluss 2001 entschied sich Turek für ein Stipendium der University of Nebraska-Lincoln im benachbarten US-Bundesstaat. Dessen Hochschulmannschaft (Corn-)Huskers spielte zu Tureks Zeit in der Big 12 Conference der National Collegiate Athletic Association (NCAA), in der sie chancenlos bei der Vergabe der Meisterschaftstitel war und auch keine Qualifikation für eine landesweite NCAA-Endrunde erreichte. Bei den Huskers spielte Turek zeitweilig mit dem späteren Basketball-Bundesliga-Profi Andrew Drevo zusammen.
Nach dem Studium wurde Turek 2005 Profi in Europa und begann seine Karriere in der niederländischen FEB bei BC Omniworld aus Almere. Mit diesem Verein schied er am Saisonende in der ersten Play-off-Runde der Meisterschaft gegen Titelverteidiger Demon Astronauts Amsterdam aus. In der folgenden Spielzeit 2006/07 spielte er für den Ligakonkurrenten und Vizemeister Hanzevast Capitals aus Groningen. Dieser scheiterte etwas überraschend ebenfalls in der ersten Play-off-Runde am früheren Meister Astronauts Amsterdam. In der folgenden Spielzeit 2007/08 spielte Turek im benachbarten Belgien für die Optima Gent in der Ethias League. Diese verblieben nach nur sechs Saisonsiegen abgeschlagen auf dem letzten Tabellenplatz in der geschlossenen Liga und waren chancenlos auf das Erreichen einer Play-off-Platzierung. Turek selbst wurde jedoch vom Fachmedium eurobasket.com als einer der zwei besten „Legionäre“ auf seiner Spielposition angesehen und in das „All-Import Second Team“ gewählt.
Für die Spielzeit 2008/09 wechselte Turek zum polnischen Vizemeister PGE Turów Zgorzelec in die Polska Liga Koszykówki. Im europäischen Vereinswettbewerb Eurocup gewann man beide Spiele gegen den deutschen Vertreter Brose Baskets, schied aber trotzdem vor Erreichen der zweiten Gruppenphase aus. Mit Turek erreichte Turów am Saisonende erneut die Finalserie der Meisterschaft, die wiederum gegen den Serienmeister Asseco Prokom verloren ging. In Saison 2009/10 stand Turek beim Erstliga-Aufsteiger Phoenix Hagen in der deutschen Basketball-Bundesliga unter Vertrag. Dieser schaffte mit einem Sieg Vorsprung den Klassenerhalt.
Im Anschluss kehrte Turek 2010 nach Groningen zurück. Der Verein dort nannte sich jedoch mittlerweile GasTerra Flames nach einem neuen Namenssponsor und die Liga FEB führte zudem den Namen „Dutch Basketball League“ ein. Die Flames erreichten die Finalserie der Meisterschaft, verloren aber knapp in sieben Spielen gegen den neuen Meister Zorg en Zekerheid Leiden. Anschließend ging Turek erneut nach Polen, wo er mit Trefl Sopot, die sich nach dem Umzug von Asseco Prokom nach Gdynia neu gegründet hatten, ebenfalls in die Finalserie der Meisterschaft 2012 einzog, nachdem man in der Halbfinalserie seine ehemalige Mannschaft PGE Turów ausgeschaltet hatte. Die Finalserie der erbitterten Rivalen aus der Dreistadt zwischen Sopot und Gdynia ging in sieben Spielen ebenfalls an Tureks Konkurrenten, die ihre neunte Meisterschaft in Serie holten.
Zur Saison 2012/13 ging Turek dann nach Deutschland zurück, wo er sich den Neckar Riesen Ludwigsburg anschloss. Am Ende der Spielzeit verloren die Neckar Riesen am letzten Spieltag das entscheidende Spiel um den sportlichen Klassenerhalt bei den Fraport Skyliners. Nach der nicht erfolgten Lizenzerteilung für den sportlichen Aufsteiger Düsseldorf Baskets konnten die Ludwigsburger aber durch den Erwerb einer „Wild Card“ doch noch den Klassenerhalt sichern. Turek stieg trotzdem in die zweite Liga ab, da er nach Frankreich wechselte und beim Zweitligisten Champagne Basket aus Reims einen Vertrag in der LNB Pro B für die Saison 2013/14 unterschrieb. In seiner letzten Saison als Berufsbasketballspieler stand Turek bei Rosa Radom in Polen unter Vertrag.
Tureks Bruder Josh gewann im Rollstuhlbasketball zwei Goldmedaillen bei Paralympischen Spielen. Schwester Elisha Turek war Berufsbasketballspielerin, spielte unter anderem in Spanien.